# Jaki Numazawa
Jaki Numazawa (沼澤 邪鬼, Numazawa Jaki), aussi appelé Naoki Numazawa (沼澤 直樹, Numazawa Naoki), est un catcheur japonais né le 7 juin 1977  à Honjō, dans la préfecture de Saitama. Son vrai nom est Naoki Fukui (福井 直樹, Fukui Naoki).

## Biographie
Après avoir obtenu son diplôme d’études secondaires, il a trouvé un emploi dans une usine de sa ville natale, Honjō, mais a pris sa retraite. Après cela, il a changé d’emploi, mais il a pris sa décision et est entré à la Big Japan Pro Wrestling en 2000. Le 28 février 2019, il a annoncé une absence prolongée d’environ huit mois en raison d’une intervention chirurgicale et d’un traitement pour une blessure au ménisque et une rupture du ligament croisé antérieur du genou droit.